# Hjalmar Bergman (arkitekt)

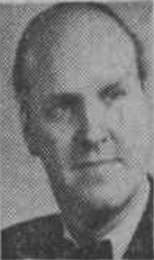
Hjalmar Bergman

Hjalmar Axelsson Bergman, född 9 oktober 1910 i Stockholm, död 21 augusti 1984 i Växjö, var en svensk arkitekt.
Bergman, som var son till byggnadsingenjör Axel Bergman och Gerd Janzon, avlade studentexamen 1930 och utexaminerades från Kungliga Tekniska högskolan 1936. Han anställdes hos slottsarkitekt Knut Nordenskjöld 1935, hos Svenska mejeriernas riksförening 1936, blev assistent på länsarkitektkontoret i Hallands län 1943, biträdande länsarkitekt i Jämtlands län 1946, länsarkitekt i Västerbottens län 1950 och i Kronobergs län från 1964. Hjalmar Bergman är begravd på Skogskyrkogården i Stockholm.